# Montipora saudii
Montipora saudii là một loài san hô trong họ Acroporidae. Loài này được Turak DeVantier & Veron mô tả khoa học năm 2000.